# Lisa Puccini

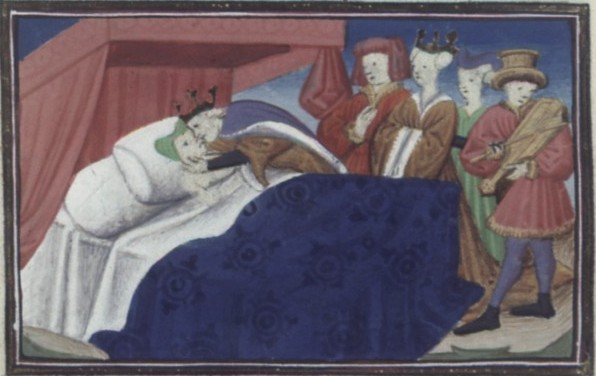
Re Pietro, con Costanza al séguito, bacia in fonte l'inferma Lisa nell'episodio di Pampinea nel Decameron, lontana eco del trasporto amoroso di Macalda per il re

Lisa Puccini è un personaggio letterario, protagonista di una distruttiva passione amorosa narrata nella novella settima della decima giornata del Decameron di Giovanni Boccaccio. La sua storia, narrata da Pampinea, è ambientata nel Regno di Sicilia degli anni immediatamente successivi alla rivolta dei Vespri siciliani.

## Trama

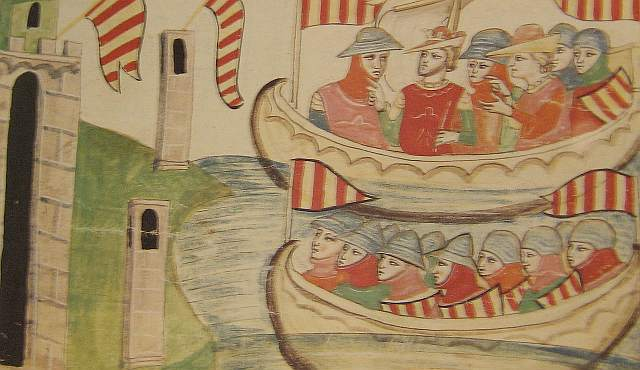
Pietro III (riconoscibile dalla corona) dirige lo sbarco a Trapani della flotta aragonese il 30 agosto 1282. Miniatura dalla Nova Cronica di Giovanni Villani (da un manoscritto alla Biblioteca Vaticana)

Lisa Puccini è una delle eroine boccaccesche perdute per amore: bellissima e in età da marito, la fanciulla  era figlia del ricchissimo fiorentino Bernardo Puccini, speziale in Palermo. Fanno da sfondo alla narrazione gli anni della cacciata degli Angioini dal Regno di Sicilia e l'avvicendamento con la dominazione aragonese. 
Pietro d'Aragona, sbarcato sull'isola e divenuto signore del Regno di Sicilia, entra in Palermo, scortato dal suo stuolo di baroni, per celebrarvi la vittoria. Lo scorge Lisa, affacciata a una finestra con altre donne, mentre il re si esibisce in armi alla catalana. La donna se ne innamora perdutamente e ne rimane a tal punto invaghita da consumare la propria giovane esistenza in una passione segreta, fin quasi al punto da perdere completamente la salute. Prega quindi un trovatore di narrare al re la vicenda del suo amore perduto. Il re rimane turbato dalla toccante storia della giovane e decide di incontrarla. Al cospetto della donna adagiata nel suo letto, Pietro si inchina a baciarla sulla fronte, dichiarandosi per sempre suo cavaliere: l'incontro è fonte di una gioia intensa per l'innamorata, che beneficia di un immediato effetto taumaturgico. Re Pietro decide allora di darle in sposo Perdicone, nobile giovane del suo séguito, e di donarle in dote le terre di Cefalù e Caltabellotta.

### Echi storici e letterari
Nella narrazione di Boccaccio riverbera un'eco distante della vicenda passionale di Macalda Scaletta, donna siciliana, moglie di Alaimo da Lentini, uno dei protagonisti dei Vespri siciliani. Di Macalda era tramandata la  folle passione per il sovrano aragonese, che la spinse a una forsennata e dispendiosa rivalità con la mite regina Costanza di Hohenstaufen, una vicenda storica su cui si diffonde con toni caustici e velenosi nella Historia Sicula del cronista sincrono Bartolomeo di Neocastro.
Enorme, però, rispetto alla malevola cronaca del Neocastro, è la diversità di toni e accenti che si ritrova nella ripresa boccaccesca del perduto amore di Lisa per Re Piero di Raona, in cui la vicenda amorosa è collocata in un più rarefatto contesto cortese e cavalleresco
Su Macalda esisteva peraltro una tradizione letteraria più favorevole, tramandata nelle coeve Cronache catalane: la Crònica del Rey en Pere di Bernat Desclot (capitolo 96) e la Crònica del rei Pere, forse di Galceran de Tous. 
Boccaccio, che non conosceva le due opere, sarebbe quindi venuto a conoscenza di una storia somigliante: questo indicherebbe che una versione cortese dell'aneddoto passionale su Macalda abbia circolato, forse oralmente, in ambienti disparati, subendo forse quelle trasformazioni che caratterizzano i percorsi tipici della tradizione orale, prima di giungere all'orecchio dell'autore del Decameron.